# Sebők Tamás
Sebők Tamás (Thomas Albert Sebeok) (Budapest, 1920. november 9. – Bloomington, Indiana, 2001. december 21.) magyar származású amerikai nyelvész, szemiotikus, több tudományterület kutatója, a Magyar Tudományos Akadémia tiszteleti tagja. Munkásságának súlypontja a nem emberek közötti kommunikáció kutatása a zooszemiotika volt. A bioszemiotika tudományának egyik megalapítója, a nem emberi és fajok közötti kommunikációt kutatta.

## Élete és munkássága
Sebők Tamás középiskolai tanulmányait Budapesten a Fasori Gimnáziumban végezte, amelynek diákja volt többek között Neumann János és Wigner Jenő is. 1936-ban Angliában a Cambridge-i Egyetemre (Magdalene College) diákja lett. Nem sokkal később, 17 évesen az Egyesült Államokba költözött, 1944-ben megkapta az amerikai állampolgárságot. Tanulmányait a Chicagói Egyetemen folytatta, 1941-ben BA diplomát szerzett. Mesterfokozatú diplomáját 1943-ban kapta antropológiai nyelvészetből a Princetoni Egyetemen, Roman Jakobson témavezetésével. 1945-ben a Princetoni Egyetemen doktorált, disszertációjának címe Finnish and Hungarian case systems: their form and function.  
1943-tól tanított és kutatott az Indiana Egyetemen, nyugdíjba vonulásáig (1991). Először Carl Voegelinnek az őshonos amerikai indiánok kutatójának munkatársaként segített az USA legnagyobb idegen nyelvű speciális katonai képzési programjának végrehajtásában. Később Sebők létrehozta az Indiana Egyetem uráli és altajisztika tanszékét (Department of Uralic and Altaic Studies), amely Kelet-Európa, Oroszország és Ázsia nyelveivel foglalkozott. 1956-ban kinevezték a nyelvészet professzorának, és az ekkor alapított Nyelvészeti és Szemiotikai Kutatóközpont (Research Center for Language and Semiotic Studies) igazgatójának. 1991-ben az antropológia, nyelvészet, szemiotika és Közép-Ázsiai Tanulmányok kiemelt professor emeritusi címével tüntették ki. 
Az Indiana Egyetem professzoraként Sebők az emberi és nem emberi jeladási és kommunikációs rendszereket tanulmányozta, valamint foglalkozott az elme filozófiájával. A bioszemiotika alapítói közé tartozott, 1963-ban megalkotta a „zooszemiotika” kifejezést, megnevezve az állatok jeleinek fejlődését vizsgáló tudományt.  
Nyelvészként is folytatta munkásságát, terepkutatásokat végzett Közép- és Kelet-Európában, többek között Lappföldön és a korábbi Szovjetunióban. Tanulmányokat publikált a mari (cseremisz) nyelv jellemzőiről. Vizsgálatokat folytatott Mongóliában, Mexikóban és az Egyesült Államokban, többek között amerikai indiánok körében. A nyelvészeti kutatások mellett antropológiai, irodalmi és folklórtanulmányokat is megjelentetett. A nyelvi szövegek korai számítógépes elemzői közé tartozott.  
1955-ben szerkesztésében jelent meg a Myth: A Symposium (Philadelphia: American Folklore Society) és 1960-ban a Style in Language (MIT Press, John Wiley & Sons, New York) című kötet. A Style in Language az 1958-ban az Indiana Egyetemen rendezett nemzetközi jelentőségű és hatású irodalom- és stíluselméleti konferencia előadásait tartalmazza, többek között R. Jakobson Nyelvészet és poétika című tanulmányát. Úttörő szerepet játszott a pszicholingvisztika megalapozásában, a Charles Osgooddal közösen szerkesztett Psycholinguistics című kötettel (Baltimore: Waverly Press,1954). 
Sebők képes volt megszervezni különböző tudományterületek szakembereinek együttműködését többek között a mítosz, a pszicholingvisztika, a stilisztika, az állati kommunikáció és a bioszemiotika új és közös nézőpontú tanulmányozására. Az egyes tudományok határain átnyúló munkássága és különböző szakmai csoportokkal közösen végzett kutatásai az antropológia, a biológia, a folklórtudomány, a nyelvészet, a pszichológia és a szemiotika területére terjedtek ki. 
Az 1960-as években fordult kutatói figyelme az emberi nemverbális kommunikáció és az állati kommunikáció felé. Számos tanulmánya és könyve jelentékenyen hozzájárult a kommunikáció és a jelképzés összehasonlító kutatásaihoz. A Sebők által szerkesztett Approaches To Semiotics (The Hague: Mouton & Co, 1964) című kötet az általános szemiotika egyik alapvető műve.  
Az állatok kommunikációját több könyvében vizsgálta, a korábbi kutatások kritikai áttekintésével. Fontos szerkesztett műve a Speaking of Apes: A Critical Anthology of Two-Way Communication with Man  (New York: Plenum Press, 1980; Jean Umiker-Sebeok társszerkesztővel) a majmok nyelvtanulási képességéről, továbbá a szintén által szerkesztett How Animals Communicate (Bloomington: Indiana University Press, 1977; How Animals Communicate | Open Indiana | Indiana University Press). 
Foglalkozott a nukleáris hulladékok hosszú távon fennmaradó veszélyeire figyelmeztető üzenetek rendszerének kidolgozásával.
Portraits Of Linguists: A Biographical Source Book for the History of Western Linguistics, 1746–1963 (Bloomington: Indiana University Press, 1976; Portraits of Linguists | Open Indiana | Indiana University Press) címmel tudománytörténeti könyvet szerkesztett nyugati nyelvészekről, melyben tanítványok mutatják be a nyelvészek életútját és tudományos munkásságát. 
Sebők Tamás 1969 és 2001 között felelős szerkesztője volt a szemiotika vezető tudományos folyóiratának, a Semiotica című periodikának (az International Association of Semiotic Studies folyóiratának). Számos tudományos írást közölt többek között a The Journal of American Folklore, Encyclopedic Dictionary of Semiotics, The Semiotic Web (Yearbook of Semiotics), Uralic and Altaic Series and Semiotics and Toronto Studies in Semiotics tudományos fórumokon. Több könyvsorozatot és enciklopédiát szerkesztett; ezek közé tartozik az Approaches to Semiotics (több mint száz kötettel), a Current Trends in Linguistics, és az Encyclopedic Dictionary of Semiotics. 
Publikációs listája 579 tételből áll, nem számítva a kisebb közleményeket.
Tudományos munkásságát öt egyetem díszdoktori címmel ismerte el. A Magyar Tudományos Akadémia tiszteleti tagjává választotta 1993-ban. Számos egyetem vendégprofesszora volt: Michigan (1946, 1958), Puerto Rico (1949), New Mexico (1953), Arizona (1958-59), Bécs (1963), Besançon (1965), Hamburg  (1966), Urbino (1966, 1981,1987), Bukarest (1967, 1969), Illinois (1968), Colorado (1969), Stanford (1971), South Florida (1972), Dalhousie (1979), Toronto (1980), Vanderbilt (1981), Tokió (1985), Northwestern (1986), Montevideo (1987). 
Sebők Tamás 1947-ben házasságot kötött Mary Eleanor Lawtonnal (1912–2005). Egy gyermekük született, Veronica C. Wald. Később elváltak, majd Sebők feleségül vette Donna Jean Umikert (1946, későbbi nevén D. Jean Umiker-Sebeok), szemiotikai kutatásaiban munkatársát, szerzőtársát. Két gyermekük született, Jessica A. Sebeok and Erica L. Sebeok. 
Sebők Tamás végrendeletében a több mint 5000 kötetre rúgó könyvtárát a Tartui Egyetemnek ajándékozta.

## Sebők Tamás-díj
Az Amerikai Szemiotikai Társaság(Semiotic Society of America)  legmagasabb kitüntetése a róla elnevezett Sebők Tamás-díj.
A Magyar Kommunikációtudományi Társaság 2006-ban szintén Sebők Tamásról elnevezett díjat alapított a Sebők Tamás-díjat.

## További fontosabb művei
- Sebeok, Thomas A. (1942). "An Examination of the Austroasiatic Language Family". Language. 18 (3): 206–217. doi:10.2307/409554. JSTOR 409554.
- Bonfante, G.; Sebeok, Thomas A. (1944). "Linguistics and the Age and Area Hypothesis". American Anthropologist. 46 (3): 382–386. doi:10.1525/aa.1944.46.3.02a00100. JSTOR 663436.
- Gunda, Béla; Sebeok, Thomas A. (1947). "Work and Cult among the Hungarian Peasants". Southwestern Journal of Anthropology. 3 (2): 147–163. doi:10.1086/soutjanth.3.2.3628730. JSTOR 3628730. S2CID 147181353.
- Sebeok, Thomas A.; Baughman, Ernest W. (1949). "A New Collection of Hungarian Folktales". Hoosier Folklore. 8 (2/3): 50–66. JSTOR 27649978.
- Sebeok, Thomas A.; Lane, Evelyn (1949). "The Cheremis Folksong: A Soviet Viewpoint". The Slavonic and East European Review. 28 (70): 139–151. JSTOR 4204100.
- Sebeok, Thomas A. (1959). "Folksong Viewed as Code and Message. A Cheremis Sonnet". Anthropos. 54 (1/2): 141–153. JSTOR 40454330.
- Sebeok, Thomas A., ed. Style in Language. New York and London: The Technology Press of Massachusetts Institute of Technology and John Wiley & Sons, 1960. ISBN 9780262190077
- Sebeok, Thomas A. (1965). "Animal Communication". Science. 147 (3661): 1006–1014. Bibcode:1965Sci...147.1006S. doi:10.1126/science.147.3661.1006. JSTOR 1715212. PMID 14245775. S2CID 22727597.
- Sebeok, Thomas A. (1967). "Aspects of Animal Communication: The Bees and Porpoises". Etc: A Review of General Semantics. 24 (1): 59–83. JSTOR 42574310.
- Sebeok, Thomas A. (1968). ""Zoosemiotics"". American Speech. 43 (2): 142–144. doi:10.2307/454548. JSTOR 454548.
- Umiker-Sebeok, Jean; Sebeok, Thomas A. (1981). "Clever Hans and Smart Simians: The Self-Fulfilling Prophecy and Kindred Methodological Pitfalls". Anthropos. 76 (1/2): 89–165. JSTOR 40460295.
- Sebeok, Thomas A, Donna J. Umiker-Sebeok, and Adam Kendon. Nonverbal Communication, Interaction, and Gesture: Selections from Semiotica. The Hague: Mouton Publishers, 1981.
- Eco, Umberto; Sebeok, Thomas A., eds. (1984). The Sign of Three: Dupin, Holmes, Peirce. Bloomington, IN: History Workshop, Indiana University Press. ISBN 978-0-253-35235-4., 236 pages. Ten essays on methods of abductive inference in Poe's Dupin, Doyle's Holmes, Peirce and many others.
- Sebeok, Thomas A, Marcia E. Erickson, Umberto Eco, V V. Ivanov, and Mônica Rector. Carnival! Berlin: Mouton Publishers, 1984.
- Sebeok, Thomas A, Donna J. Umiker-Sebeok, and Evan P. Young. The Semiotic Web, 1989. Berlin: Mouton de Gruyter, 1990.
- Sebeok, Thomas A, and Marcel Danesi. The Forms of Meaning: Modeling Systems Theory and Semiotic Analysis, 2000.
- Sebeok, Thomas A. Signs: An Introduction to Semiotics. Toronto: University of Toronto Press, 2001.

## Magyarul megjelent művei
- A művészet előzményei; ford. Pléh Csaba; Budapest: Akadémiai Kiadó, 1983
- Thomas A. Sebeok–Jean Umiker-Sebeokː Ismeri a módszeremet? avagy A mesterdetektív logikája; ford. Szili József; Budapest: Gondolat, 1990
- A szemiotika helyzete, különös tekintettel az európai északi népek szemiotikájára. Thomas A. Sebeok előadása; előszó, jegyz. Kincses Kovács Éva; Miskolc: Miskolci Bölcsészettudományi Egyesület, 1995.